# Gunnel Arrbäck
Ruth Gunnel Arrbäck, född 13 maj 1944 i Kumla, är en svensk kommunpolitiker (folkpartist) och ämbetsman.
Arrbäck studerade vid Uppsala universitet och blev 1969 filosofie magister. Under denna tid var hon ordförande i Sveriges liberala studentförbund (1967–1968), och satt i Uppsala studentkårs fullmäktige 1968–1969.
I Uppsala kommun var Arrbäck ledamot i olika kommunala nämnder 1970–1981 och ledamot i kommunfullmäktige 1973–1981. Åren 1977–1981 var hon även ledamot i kommunstyrelsen och kommunalråd (1977–1981).
Arrbäck var mellan 1981 och 2007 direktör för Statens biografbyrå.
Gunnel Arrbäck var från 1981 till hans död gift med Roland Agius (1936–2021), även han kommunalråd i Uppsala.